# Ortigueira (ort)
Ortigueira är en ort i Brasilien.   Den ligger i kommunen Ortigueira och delstaten Paraná, i den södra delen av landet, 1 000 km söder om huvudstaden Brasília. Ortigueira ligger 772 meter över havet och antalet invånare är 11 540.
Terrängen runt Ortigueira är platt åt nordost, men åt sydväst är den kuperad. Runt Ortigueira är det glesbefolkat, med 11 invånare per kvadratkilometer.. Det finns inga andra samhällen i närheten.
I omgivningarna runt Ortigueira växer i huvudsak städsegrön lövskog.